# Didymella grossulariae
Didymella grossulariae är en svampart som beskrevs av Romell. Didymella grossulariae ingår i släktet Didymella, ordningen Pleosporales, klassen Dothideomycetes, divisionen sporsäcksvampar och riket svampar.   Inga underarter finns listade i Catalogue of Life.